# Austrian Open
Austrian Open – męski turniej tenisowy kategorii ATP Tour 250 zaliczany do cyklu ATP Tour. Rozgrywany na kortach ceglanych w Kitzbühel od 1971 roku. W 2010 roku turniej nie odbył się, jednak już w następnym sezonie powrócił do męskiego kalendarza rozgrywek.

## Mecze finałowe

### Gra pojedyncza
| Rok  | Zwycięzca              | Finalista              | Wynik                      |
| 2025 | Aleksandr Bublik       | Arthur Cazaux          | 6:4, 6:3                   |
| 2024 | Matteo Berrettini      | Hugo Gaston            | 7:5, 6:3                   |
| 2023 | Sebastián Báez         | Dominic Thiem          | 6:3, 6:1                   |
| 2022 | Roberto Bautista-Agut  | Filip Misolic          | 6:2, 6:2                   |
| 2021 | Casper Ruud            | Pedro Martínez         | 6:1, 4:6, 6:3              |
| 2020 | Miomir Kecmanović      | Yannick Hanfmann       | 6:4, 6:4                   |
| 2019 | Dominic Thiem          | Albert Ramos-Viñolas   | 7:6(0), 6:1                |
| 2018 | Martin Kližan          | Denis Istomin          | 6:2, 6:2                   |
| 2017 | Philipp Kohlschreiber  | João Sousa             | 6:3, 6:4                   |
| 2016 | Paolo Lorenzi          | Nikoloz Basilaszwili   | 6:3, 6:4                   |
| 2015 | Philipp Kohlschreiber  | Paul-Henri Mathieu     | 2:6, 6:2, 6:2              |
| 2014 | David Goffin           | Dominic Thiem          | 4:6, 6:1, 6:3              |
| 2013 | Marcel Granollers      | Juan Mónaco            | 0:6, 7:6(3), 6:4           |
| 2012 | Robin Haase            | Philipp Kohlschreiber  | 6:7(2), 6:3, 6:2           |
| 2011 | Robin Haase            | Albert Montañés        | 6:4, 4:6, 6:1              |
| 2010 | Turniej nie odbył się  | Turniej nie odbył się  | Turniej nie odbył się      |
| 2009 | Guillermo García-López | Julien Benneteau       | 3:6, 7:6, 6:3              |
| 2008 | Juan Martín del Potro  | Jürgen Melzer          | 6:2, 6:1                   |
| 2007 | Juan Mónaco            | Potito Starace         | 5:7, 6:4, 6:3              |
| 2006 | Agustín Calleri        | Juan Ignacio Chela     | 7:6(9), 6:2, 6:3           |
| 2005 | Gastón Gaudio          | Fernando Verdasco      | 2:6, 6:2, 6:4, 6:4         |
| 2004 | Nicolás Massú          | Gastón Gaudio          | 7:6(3), 6:4                |
| 2003 | Guillermo Coria        | Nicolás Massú          | 6:1, 6:4, 6:2              |
| 2002 | Àlex Corretja          | Juan Carlos Ferrero    | 6:4, 6:1, 6:3              |
| 2001 | Nicolás Lapentti       | Albert Costa           | 1:6, 6:4, 7:5, 7:5         |
| 2000 | Àlex Corretja          | Emilio Benfele Álvarez | 6:3, 6:1, 3:0 krecz        |
| 1999 | Albert Costa           | Fernando Vicente       | 7:5, 6:2, 6:7(5), 7:6(4)   |
| 1998 | Albert Costa           | Andrea Gaudenzi        | 6:2, 1:6, 6:2, 3:6, 6:1    |
| 1997 | Filip Dewulf           | Julián Alonso          | 7:6(2), 6:4, 6:1           |
| 1996 | Alberto Berasategui    | Àlex Corretja          | 6:2, 6:4, 6:4              |
| 1995 | Albert Costa           | Thomas Muster          | 4:6, 6:4, 7:6(3), 2:6, 6:4 |
| 1994 | Goran Ivanišević       | Fabrice Santoro        | 6:2, 4:6, 4:6, 6:3, 6:2    |
| 1993 | Thomas Muster          | Javier Sánchez         | 6:3, 7:5, 6:4              |
| 1992 | Pete Sampras           | Alberto Mancini        | 6:3, 7:5, 6:3              |
| 1991 | Karel Nováček          | Magnus Gustafsson      | 7:6(2), 7:6(4), 6:2        |
| 1990 | Horacio de la Peña     | Karel Nováček          | 6:4, 7:6, 2:6, 6:2         |
| 1989 | Emilio Sánchez         | Martín Jaite           | 7:6, 6:1, 2:6, 6:2         |
| 1988 | Kent Carlsson          | Emilio Sánchez         | 6:1, 6:1, 4:6, 4:6, 6:3    |
| 1987 | Emilio Sánchez         | Miloslav Mečíř         | 6:4, 6:1, 4:6, 6:1         |
| 1986 | Miloslav Mečíř         | Andrés Gómez           | 6:4, 4:6, 6:1, 2:6, 6:3    |
| 1985 | Pavel Složil           | Michael Westphal       | 7:5, 6:2                   |
| 1984 | José Higueras          | Víctor Pecci           | 7:5, 3:6, 6:1              |
| 1983 | Guillermo Vilas        | Henri Leconte          | 7:6, 4:6, 6:4              |
| 1982 | Guillermo Vilas        | Marcos Hocevar         | 7:6, 6:1                   |
| 1981 | John Fitzgerald        | Guillermo Vilas        | 3:6, 6:3, 7:5              |
| 1980 | Guillermo Vilas        | Ivan Lendl             | 6:3, 6:2, 6:2              |
| 1979 | Vitas Gerulaitis       | Pavel Složil           | 6:2, 6:2, 6:4              |
| 1978 | Chris Lewis            | Vladimir Zednik        | 6:1, 6:4, 6:0              |
| 1977 | Guillermo Vilas        | Jan Kodeš              | 5:7, 6:2, 4:6, 6:3, 6:2    |
| 1976 | Manuel Orantes         | Jan Kodeš              | 7:6, 6:2, 7:6              |
| 1975 | Adriano Panatta        | Jan Kodeš              | 2:6, 6:2, 7:5, 6:4         |
| 1974 | Balázs Taróczy         | Onny Parun             | 6:1, 6:4, 6:4              |

### Gra podwójna
| Rok  | Zwycięzcy                           | Finaliści                                 | Wynik                 |
| 2025 | Petr Nouza Patrik Rikl              | Neil Oberleitner Joel Schwärzler          | 1:7, 7:6(3), 10–5     |
| 2024 | Alexander Erler Andreas Mies        | Constantin Frantzen Hendrik Jebens        | 6:3, 3:6, 10–6        |
| 2023 | Alexander Erler Lucas Miedler       | Gonzalo Escobar Ołeksandr Nedowiesow      | 6:4, 6:4              |
| 2022 | Pedro Martínez Lorenzo Sonego       | Tim Pütz Michael Venus                    | 5:7, 6:4, 10–8        |
| 2021 | Alexander Erler Lucas Miedler       | Roman Jebavý Matwé Middelkoop             | 7:5, 7:6(5)           |
| 2020 | Austin Krajicek Franko Škugor       | Marcel Granollers Horacio Zeballos        | 7:6(5), 7:5           |
| 2019 | Philipp Oswald Filip Polášek        | Sander Gillé Joran Vliegen                | 6:4, 6:4              |
| 2018 | Roman Jebavý Andrés Molteni         | Daniele Bracciali Federico Delbonis       | 6:2, 6:4              |
| 2017 | Pablo Cuevas Guillermo Durán        | Hans Podlipnik-Castillo Andrej Wasileuski | 6:4, 4:6, 12–10       |
| 2016 | Wesley Koolhof Matwé Middelkoop     | Dennis Novak Dominic Thiem                | 2:6, 6:3, 11–9        |
| 2015 | Nicolás Almagro Carlos Berlocq      | Robin Haase Henri Kontinen                | 5:7, 6:3, 11–9        |
| 2014 | Henri Kontinen Jarkko Nieminen      | Daniele Bracciali Andriej Gołubiew        | 6:1, 6:4              |
| 2013 | Martin Emmrich Christopher Kas      | František Čermák Lukáš Dlouhý             | 6:4, 6:3              |
| 2012 | František Čermák Julian Knowle      | Dustin Brown Paul Hanley                  | 7:6(4), 3:6, 12–10    |
| 2011 | Daniele Bracciali Santiago González | Franco Ferreiro André Sá                  | 7:6(1), 4:6, 11–9     |
| 2010 | Turniej nie odbył się               | Turniej nie odbył się                     | Turniej nie odbył się |
| 2009 | Marcelo Melo André Sá               | Andrei Pavel Horia Tecău                  | 6:7(9), 6:2, 10–7     |
| 2008 | James Cerretani Victor Hănescu      | Lucas Arnold Ker Olivier Rochus           | 6:3, 7:5              |
| 2007 | Luis Horna Potito Starace           | Tomas Behrend Christopher Kas             | 7:6(4), 7:6(5)        |
| 2006 | Philipp Kohlschreiber Stefan Koubek | Oliver Marach Cyril Suk                   | 6:2, 6:3              |
| 2005 | Leoš Friedl Andrei Pavel            | Christophe Rochus Olivier Rochus          | 6:2, 6:7(5), 6:0      |
| 2004 | František Čermák Leoš Friedl        | Lucas Arnold Ker Martín García            | 6:3, 7:5              |
| 2003 | Martin Damm Cyril Suk               | Jürgen Melzer Alexander Peya              | 6:4, 6:4              |
| 2002 | Robbie Koenig Thomas Shimada        | Lucas Arnold Ker Àlex Corretja            | 7:6(3), 6:4           |
| 2001 | Àlex Corretja Luis Lobo             | Simon Aspelin Andrew Kratzmann            | 6:1, 6:4              |
| 2000 | Pablo Albano Cyril Suk              | Joshua Eagle Andrew Florent               | 6:3, 3:6, 6:3         |
| 1999 | Chris Haggard Peter Nyborg          | Álex Calatrava Dušan Vemić                | 6:3, 6:7(4), 7:6(4)   |
| 1998 | Tom Kempers Daniel Orsanic          | Joshua Eagle Andrew Kratzmann             | 6:3, 6:4              |
| 1997 | Wayne Arthurs Richard Fromberg      | Thomas Buchmayer Thomas Strengberger      | 6:4, 6:3              |
| 1996 | Libor Pimek Byron Talbot            | David Adams Menno Oosting                 | 7:6, 6:3              |
| 1995 | Francisco Montana Greg Van Emburgh  | Jordi Arrese Wayne Arthurs                | 6:7, 6:3, 7:6         |
| 1994 | David Adams Andriej Olchowski       | Sergio Casal Emilio Sánchez               | 6:7, 6:3, 7:5         |
| 1993 | Juan Garat Roberto Saad             | Marius Barnard Tom Mercer                 | 6:4, 3:6, 6:3         |
| 1992 | Sergio Casal Emilio Sánchez         | Horacio de la Peña Vojtěch Flégl          | 6:1, 6:2              |
| 1991 | Tomás Carbonell Francisco Roig      | Pablo Arraya Dmitrij Polakow              | 6:7, 6:2, 6:4         |
| 1990 | Javier Sánchez Éric Winogradsky     | Francisco Clavet Horst Skoff              | 7:6, 6:2              |